# Thomas Sargent
Thomas "Tom" John Sargent (Pasadena, 19 de julho de 1943) é um economista norte-americano e co-galardoado com Christopher A. Sims) com o Prémio de Ciências Económicas em Memória de Alfred Nobel. É especialista nas áreas da macroeconomia, economia monetária e séries temporais em econometria. É tido por "um dos líderes da revolução das expectativas racionais" e é autor de muitos artigos seminais. Em conjunto com Neil Wallace, Sargent desenvolveu trabalho na área do equilíbrio das expectativas racionais. 
É considerado um dos mais influentes economistas do mundo.. Presentemente é professor na Universidade de Nova Iorque